# Regatul Dalmației

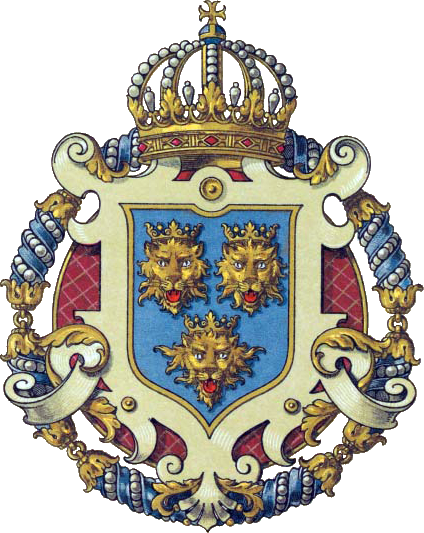
Stema Regatului Dalmației cu trei capete de leopard în câmpul albastru al unui scut încoronat.

Regatul Dalmației, aflat pe malul Mării Adriatice, a fost din 1797 până la prăbușirea Austro-Ungariei în anul 1918, cu excepția unei întreruperi în perioada 1805–1814/1815, o țară a coroanei austriece. Capitala era Zara, care azi se numește Zadar. De facto era o parte a Regatului Triunitar, însă de jure era o țară separată.